# Al Green
Albert Leornes Greene (* 13. dubna 1946), lépe znám jako Al Green, je americký gospelový a soulový zpěvák. Vrcholu popularity dosáhl v 70. letech 20. století se singly, jako jsou You Oughta Be With Me, I'm Still In Love With You, Love and Happiness a Let's Stay Together. Hudební časopis Rolling Stone jej v roce 2005 umístil na 65. místo svého žebříčku „100 největších umělců všech dob“. V nominaci, napsané Justinem Timberlakem, se psalo „lidé se rodí, aby něco dělali a Al se narodil, aby nás rozesmál.“ V roce 1995 byl uveden do Rock and Roll Hall of Fame, která jej zmiňuje jako „jednoho z nejnadanějších šiřitele soulové hudby.“ Za svou hudební kariéru prodal více než 20 milionů desek. Získal celkem devět cen Grammy Award a v roce 2002 obdržel cenu Grammy za celoživotní přínos (Grammy Lifetime Achievement Award).

## Diskografie

### Studiová alba
| rok                                                                      | Album                                | pozice v hitparádách | pozice v hitparádách | pozice v hitparádách | pozice v hitparádách | americká ocenění | vydavatel |
| rok                                                                      | Album                                | US                   | US R&B               | US Gospel            | UK                   | americká ocenění | vydavatel |
| ------------------------------------------------------------------------ | ------------------------------------ | -------------------- | -------------------- | -------------------- | -------------------- | ---------------- | --------- |
| 1967                                                                     | Back Up Train (pod jménem Al Greene) | 162                  | 37                   | —                    | —                    | —                | Hot Line  |
| 1969                                                                     | Green Is Blues                       | 19                   | 3                    | —                    | —                    | —                | Hi        |
| 1971                                                                     | Al Green Gets Next to You            | 58                   | 15                   | —                    | —                    | —                | Hi        |
| 1972                                                                     | Let's Stay Together                  | 8                    | 1                    | —                    | —                    | zlatá deska      | Hi        |
| 1972                                                                     | I'm Still in Love with You           | 4                    | 1                    | —                    | —                    | platinová deska  | Hi        |
| 1973                                                                     | Call Me                              | 10                   | 1                    | —                    | —                    | zlatá deska      | Hi        |
| 1973                                                                     | Livin' for You                       | 24                   | 1                    | —                    | —                    | zlatá deska      | Hi        |
| 1974                                                                     | Al Green Explores Your Mind          | 15                   | 1                    | —                    | —                    | zlatá deska      | Hi        |
| 1975                                                                     | Al Green Is Love                     | 28                   | 1                    | —                    | —                    | —                | Hi        |
| 1976                                                                     | Full of Fire                         | 59                   | 12                   | —                    | —                    | —                | Hi        |
| 1976                                                                     | Have a Good Time                     | 93                   | 12                   | —                    | —                    | —                | Hi        |
| 1977                                                                     | The Belle Album                      | 103                  | 29                   | —                    | —                    | —                | Hi        |
| 1978                                                                     | Truth N' Time                        | —                    | 44                   | —                    | —                    | —                | Hi        |
| 1980                                                                     | The Lord Will Make a Way             | —                    | —                    | —                    | —                    | —                | Myrrh     |
| 1981                                                                     | Higher Plane                         | —                    | 62                   | —                    | —                    | —                | Myrrh     |
| 1982                                                                     | Precious Lord                        | —                    | —                    | —                    | —                    | —                | Myrrh     |
| 1983                                                                     | I'll Rise Again                      | —                    | —                    | 4                    | —                    | —                | Myrrh     |
| 1984                                                                     | Trust in God                         | —                    | —                    | 10                   | —                    | —                | Myrrh     |
| 1985                                                                     | He is the Light                      | —                    | —                    | 11                   | —                    | —                | A&M       |
| 1987                                                                     | Soul Survivor                        | 131                  | 25                   | 1                    | —                    | —                | A&M       |
| 1989                                                                     | I Get Joy                            | —                    | 60                   | 13                   | —                    | —                | A&M       |
| 1990                                                                     | From My Soul                         | —                    | —                    | —                    | —                    | —                | Arrival   |
| 1991                                                                     | One in a Million                     | —                    | —                    | —                    | —                    | —                | Sony      |
| 1992                                                                     | Love Is Reality                      | —                    | —                    | 29                   | —                    | —                | Word/Epic |
| 1993                                                                     | Don't Look Back                      | —                    | —                    | —                    | —                    | —                | RCA       |
| 1995                                                                     | Your Heart's in Good Hands           | —                    | 57                   | —                    | —                    | —                | MCA       |
| 2003                                                                     | I Can't Stop                         | 53                   | 9                    | —                    | —                    | —                | Blue Note |
| 2005                                                                     | Everything's OK                      | 50                   | 19                   | —                    | —                    | —                | Blue Note |
| 2008                                                                     | Lay It Down                          | 9                    | 3                    | —                    | 88                   | —                | Blue Note |
| "—" znamená, že se album v hitparádě neumístilo, či nebylo certifikováno |                                      |                      |                      |                      |                      |                  |           |

### Live alba
| rok                                                                      | album      | pozice v hitparádách | pozice v hitparádách | pozice v hitparádách | americká ocenění | vydavatel |
| rok                                                                      | album      | US                   | US R&B               | UK                   | americká ocenění | vydavatel |
| ------------------------------------------------------------------------ | ---------- | -------------------- | -------------------- | -------------------- | ---------------- | --------- |
| 1981                                                                     | Tokyo Live | —                    | —                    | —                    | —                | Hi        |
| "—" znamená, že se album v hitparádě neumístilo, či nebylo certifikováno |            |                      |                      |                      |                  |           |

### Sváteční alba
| rok                                                                      | album                | pozice v hitparádě | pozice v hitparádě | pozice v hitparádě | americká ocenění | vydavatel       |
| rok                                                                      | album                | US                 | US R&B             | UK                 | americká ocenění | vydavatel       |
| ------------------------------------------------------------------------ | -------------------- | ------------------ | ------------------ | ------------------ | ---------------- | --------------- |
| 1983                                                                     | The Christmas Album  | —                  | —                  | —                  | —                | Myrrh           |
| 1986                                                                     | White Christmas      | —                  | —                  | —                  | —                | Myrrh           |
| 2001                                                                     | Feels Like Christmas | —                  | —                  | —                  | —                | The Right Stuff |
| "—" znamená, že se album v hitparádě neumístilo, či nebylo certifikováno |                      |                    |                    |                    |                  |                 |

### Kompilační alba
| rok                                                                      | album                                            | pozice v hitparádách | pozice v hitparádách | pozice v hitparádách | pozice v hitparádách | americká ocenění   | vydavatel       |
| rok                                                                      | album                                            | US                   | US R&B               | US Gospel            | UK                   | americká ocenění   | vydavatel       |
| ------------------------------------------------------------------------ | ------------------------------------------------ | -------------------- | -------------------- | -------------------- | -------------------- | ------------------ | --------------- |
| 1975                                                                     | Al Green • Greatest Hits                         | 17                   | 3                    | —                    | 18                   | 2× platinová deska | Hi              |
| 1977                                                                     | Al Green's Greatest Hits, Volume II              | 134                  | 33                   | —                    | —                    | —                  | Hi              |
| 1988                                                                     | Hi Life: The Best of Al Green                    | —                    | —                    | —                    | 34                   | —                  | K-tel           |
| 1992                                                                     | The Supreme Al Green: The Greatest Hits          | —                    | —                    | —                    | 41                   | —                  | Hi              |
| 1995                                                                     | Al Green's Greatest Hits (opětovně vydaná verze) | 127                  | 34                   | —                    | —                    | —                  | The Right Stuff |
| 1997                                                                     | Anthology                                        | —                    | —                    | —                    | —                    | —                  | Capitol         |
| 1998                                                                     | More Greatest Hits                               | —                    | 78                   | —                    | —                    | zlatá deska        | The Right Stuff |
| 1998                                                                     | Hi and Mighty: The Story of Al Green (1969-1978) | —                    | —                    | —                    | —                    | —                  | Hi              |
| 2000                                                                     | Greatest Gospel Hits                             | —                    | —                    | 25                   | —                    | —                  | The Right Stuff |
| 2000                                                                     | The Hi Singles A's and B's                       | —                    | —                    | —                    | —                    | —                  | Hi              |
| 2000                                                                     | Take Me to the River                             | 186                  | 98                   | —                    | —                    | —                  | The Right Stuff |
| 2001                                                                     | Testify: The Best of the A&M Years               | —                    | —                    | —                    | —                    | —                  | A&M             |
| 2001                                                                     | The Very Best of Al Green                        | —                    | —                    | —                    | —                    | —                  | Music Club      |
| 2002                                                                     | L-O-V-E: The Essential Al Green                  | —                    | —                    | —                    | 18                   | —                  | Hi              |
| 2003                                                                     | The Love Songs Collection                        | 91                   | 64                   | —                    | —                    | —                  | The Right Stuff |
| 2004                                                                     | Absolute Best                                    | —                    | 100                  | —                    | —                    | —                  | The Right Stuff |
| 2004                                                                     | The Immortal Soul of Al Green                    | —                    | —                    | —                    | —                    | —                  | The Right Stuff |
| 2005                                                                     | Love & Happiness: The Very Best of Al Green      | —                    | —                    | —                    | —                    | —                  | Music Club      |
| 2006                                                                     | The Millennium Collection: The Best of Al Green  | —                    | —                    | —                    | —                    | —                  | A&M             |
| 2007                                                                     | The Definitive Greatest Hits                     | 46                   | 19                   | —                    | —                    | —                  | Hi              |
| 2008                                                                     | What Makes the World Go 'Round?                  | 196                  | —                    | —                    | —                    | —                  | Starbucks       |
| "—" znamená, že se album v hitparádě neumístilo, či nebylo certifikováno |                                                  |                      |                      |                      |                      |                    |                 |